# Дестіні Гукер
Дестіні Гукер  (англ. Destinee Hooker; нар. 7 вересня 1987) — американська волейболістка, олімпійська медалістка.

## Виступи на Олімпіадах
| Олімпіада   | Дисципліна | Місце |
| ----------- | ---------- | ----- |
| Лондон 2012 | волейбол   | 2     |